# Max Stebens

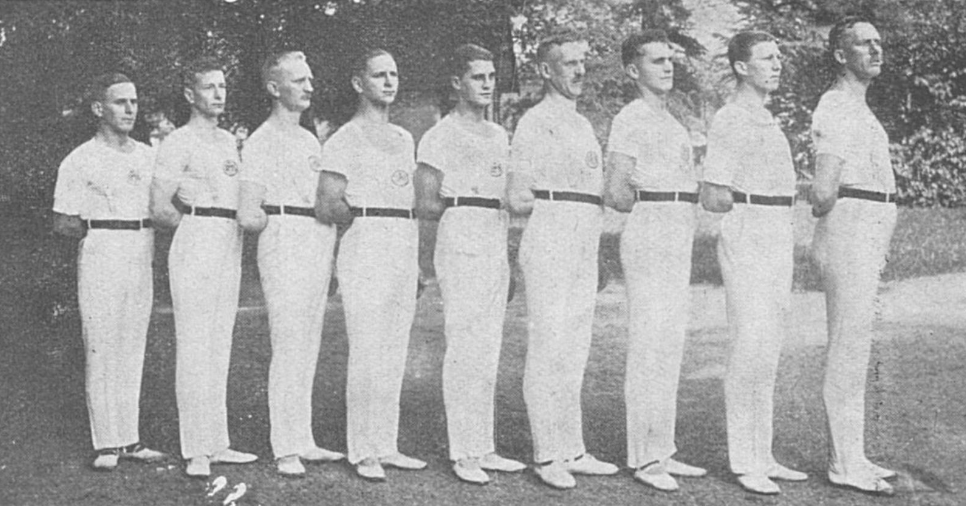
Max Stebens 1926 in der Riege der Hamburger Turnerschaft von 1816 (ganz links)

Max Heinrich Stebens (* 7. März 1899 in Hamburg; † 28. Juli 1968 ebenda) war ein deutscher Kunstturner. Sein Heimverein war die Hamburger Turnerschaft von 1816. Stebens war Mitglied der internationalen Hollandriege und nahm an den Kunstturnvorführungen der Olympischen Sommerspiele 1936 teil.

## Leben
Max Stebens war der Sohn von Heinrich Stebens (1859–1904) und dessen Frau Dorothea, geborene Lüthje (1866–1916). Hauptberuflich arbeitete er den Adressbucheinträgen nach spätestens ab 1917 als Steindrucker, bis 1920 mit Wohnsitz in Rissen, damals Altona, später in Hamburg, zuletzt 1937 mit Meldeadresse Straßburger Straße 51, Hamburg-Dulsberg.
Bei den Deutschen Turnmeisterschaften 1925 in Frankfurt am Main wurde er Vizemeister im Vierkampf der Turner an den Ringen. 
Im Rahmen von mehrtägigen Gasttrainings bildete er vor 1928 auch die Wettkampfturner des dänischen Turn- und Schwimmvereins Hermes (Gymnastik- og Svømmeforeningen Hermes) – der vor allem Erfolge bei nationalen Wettkämpfen verbuchen kann und Schwimmer wie Edgar Aabye und Ludvig Dam hervorbrachte – in Frederiksberg am Reck und Barren aus.
Anfang April 1927 gehörte Stebens zur Hollandriege der Hamburger Turnerschaft, die im Concertgebouw zu Amsterdam turnen sollte. Das Turnen wurde in der Hamburger Presse als großer Erfolg bezeichnet.

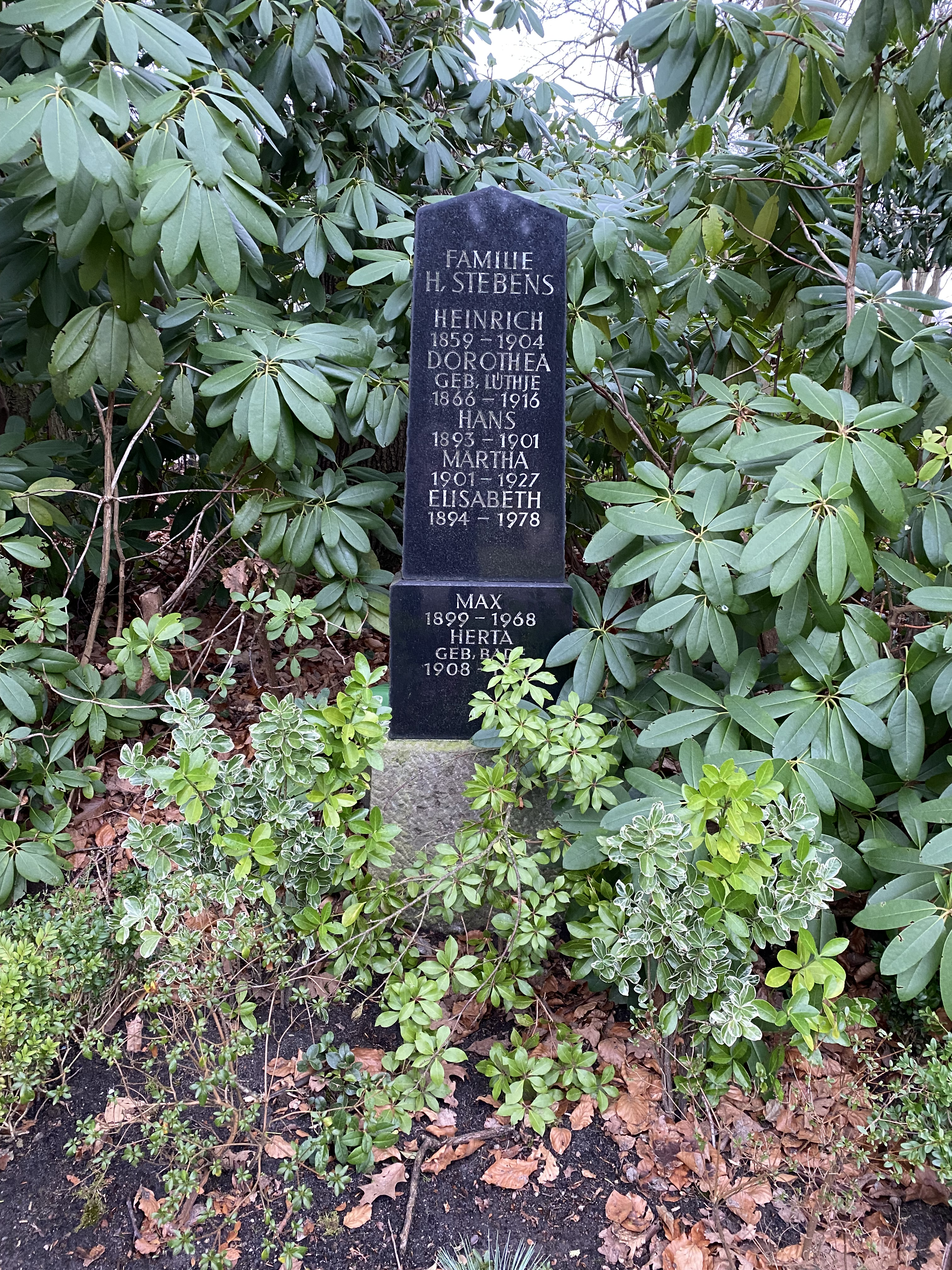
Grabstätte Max Stebens auf dem Friedhof Ohlsdorf

Stebens nahm an den Kunstturnvorführungen der Olympischen Spiele 1936 teil. Er hatte sich hierfür in einem Ausscheidungsturnen, das von Gaumännerturnwart Hugo Lüer angesetzt worden war, am 6. Juli 1936 in der Halle der Hamburger Turnerschaft v. 1816 als zweitbester Turner qualifiziert. Turner aus Berlin und Hamburg, die teilweise knapp an der Qualifikation für die olympischen Endkämpfe gescheitert waren, konnten sich hier bei einem Schwungringeturnen im Rahmen der Vorführung 45 Minuten Deutsches Turnen dem Publikum präsentieren. Diese Veranstaltung fand vor der Haupttribüne im Olympiastadion statt.
Erwähnenswert ist, dass diese Sportler vor einer größeren Zuschauerzahl turnten als die Olympiasieger, die in der Dietrich-Eckart-Freilichtbühne (heute: Berliner Waldbühne) ihren Wettkampf bestritten.
Ab 1938 war er den Adressbucheinträgen nach als Turnlehrer tätig und wohnte in der Ritterstraße 9 in Hamburg-Eilbek.
In der Nachkriegszeit war er den Hamburger Adressbüchern nach ab 1953 bis zuletzt im Bauernrosenweg 7 in Hamburg-Bramfeld wohnhaft, anfangs noch mit der Berufsbezeichnung Offsetdrucker eingetragen. Nach seinem Tod wurde sein Leichnam im Familiengrab seiner Eltern auf dem Friedhof Ohlsdorf beigesetzt, wo auch seine Frau Herta, geborene Bade (1908–1987), ihre letzte Ruhestätte fand. Die Grabstätte befindet sich im Planquadrat G 22 südöstlich von Kapelle 3.